# Secuestro de Alexandra Măceșanu
El secuestro de Alexandra Măceșanu ocurrió en Caracal, Distrito de Olt, Rumania, el 25 de julio de 2019. La policía rumana fue muy criticada por haber tardado 19 horas en localizar y registrar el edificio donde estaba cautiva. La tramitación del caso fue objeto de protestas generalizadas y provocó gran indignación, lo que llevaron a la destitución del Ministro del Interior Nicolae Moga y otros funcionarios.

## El secuestro
Alexandra Măceșanu, de quince años, desapareció el 24 de julio mientras hacía autostop desde su aldea Dobrosloveni a Caracal. Fue secuestrada por el conductor de un automóvil, el mecánico de 65 años Gheorghe Dincă, quien la golpeó y violó. Mientras estaba en cautiverio en la casa de Dincă, Alexandra logró llamar al 112 tres veces, con un teléfono que encontró en la habitación.
El tío de Alexandra, Alexandru Cumpănașu, publicó una copia escrita de sus llamadas en su cuenta de Facebook, para mostrar "la podredumbre de un sistema asesino y el coraje de esta increíble niña". La primera llamada fue a las 11:05 a. m., el 25 de julio. Alexandra se identificó ante la operadora, declaró que había sido secuestrada y estaba retenida en una casa en Caracal. La operadora le preguntó si había sido violada y ella le dijo que sí. La operadora le dijo que necesitarían saber dónde estaba exactamente. Durante su segunda llamada, a las 11:06 a. m., Alexandra aclaró que había sido secuestrada en un auto, que tenía los ojos vendados y que estaba encerrada en una habitación. Recordó haber pasado una presa y supuso que podría estar en Bold, un distrito de Caracal. No recordaba la matrícula pero recordaba que el coche era gris. Declaró que encontró el nombre de Lucian Gabriel Popescu en una tarjeta de visita en la casa, pero que no sabía si ese era el nombre del secuestrador. También mencionó que estaba llamando desde el teléfono del secuestrador que también había encontrado en la habitación. La policía se hizo cargo de la llamada a las 11:07; Alexandra dio la dirección de la tarjeta de visita a la policía, pero cuando dijeron que pertenecía a un edificio de apartamentos, dijo que estaba retenida en una casa independiente. La tercera llamada tuvo lugar a las 11:12 a. m., Alexandra preguntó si ya estaba en camino algún coche de policía porque temía que el autor volviera. La policía atendió la llamada de nuevo, y aclaró que no estaba segura de que la tarjeta de visita perteneciese al autor. Durante las tres llamadas, los operadores y los policías le hablaron en un tono irónico y condescendiente, mientras Alexandra les rogaba ayuda y dijo varias veces que tenía miedo.
La policía logró identificar la casa antes de las 2 de la mañana del día siguiente (26 de julio); a pesar de ello, las fuerzas policiales, junto con los fiscales Popescu Cristian Ovidiu, Vasilescu Liviu y Zăvoianu Cătălin Alexandru tomaron la decisión común de esperar cuatro horas antes de utilizar la orden de registro para entrar en el edificio, a pesar de que la ley ni siquiera les exigía tener una.
La policía arrestó a Dincă, que confesó haber asesinado a Alexandra, así como a Luiza Melencu, de 18 años, que había desaparecido en abril. Una declaración oficial de la Dirección de Investigación del Crimen Organizado y Terrorismo (DIICOT), la agencia que investigó el caso, anunció que el ADN de Alexandra había sido identificado en "piezas dentales" encontradas en un barril en la propiedad de Dincă, sin embargo, este resultado no era concluyente. Algunos de los dientes encontrados en el barril exhibían trabajos dentales que Alexandra no se había hecho, pero los especialistas forenses no tomaron nota de esto, y examinaron los dientes en su conjunto utilizando un método destructivo que hizo imposible el análisis individual de cada diente. A pesar de las incertidumbres del resultado del ADN, sobre esta base, la DIICOT emitió el certificado de defunción de Alexandra, que su familia se negó a reconocer

## Alegaciones de corrupción y trata de personas.
Las familias de Alexandra Măceșanu y Luiza Melencu no creyeron que las niñas hubiersen sido asesinadas por Gheorghe Dincă. Muchos sospechaban que Dincă estaba mintiendo para cubrir a una red de trata de personas, un fenómeno muy extendido en Rumania, y que los fiscales que trabajaron en la desaparición de Alexandra retrasaron intencionadamente la redada en la propiedad de Dincă.
El fiscal Vasilescu Liviu, mientras trabajaba en el caso de la desaparición de Luiza Melencu, obtuvo imágenes del coche de Dincă grabadas por una cámara de vigilancia, que relacionaban a Dincă con la desaparición de Luiza mucho antes del secuestro de Alexandra. A pesar de esto, el fiscal Vasilescu nunca interrogó a Dincă o registró su coche o propiedades. Además, en el caso de la desaparición de Alexandra, el fiscal Vasilescu no compartió las imágenes del coche de Dincă con los otros fiscales hasta la mañana del 27 de julio, e incluso entonces, sólo les mostró una foto fija de las imágenes, donde la matrícula del coche de Dincă no era visible.
El 27 de julio, después de que la redada en la propiedad de Dincă finalmente tuviese lugar, el fiscal Popescu Cristian Ovidiu argumentó que aparentemente no sólo Alexandra había sido asesinada a las 2 a. m. de esa mañana, sino también que la causa de su muerte era la estrangulación, a pesar de que no se encontró ningún cuerpo sobre el que pudiera siquiera especular, y esto fue días antes de la confesión de Dincă.
Poco después de cada desaparición tanto la familia de Alexandra como la de Luiza recibieron llamadas telefónicas de personas que ofrecían garantías sobre las chicas. La madre de Alexandra recibió una serie de llamadas telefónicas antes y después del supuesto asesinato de su hija, al menos una de ellas se cree que fue hecha por Gheorghe Dincă, diciéndole que Alexandra está bien, y que se había casado y se había marchado a trabajar en el extranjero. Antes de eso, en abril, la familia de Luiza recibió dos llamadas telefónicas similares, una que se cree que era de Dincă y otra de un hombre desconocido, lo que sugiere que Dincă pudo haber tenido cómplices. 
La afirmación de Gheorghe Dincă de que incineró a Alexandra fue puesta en duda. Por un lado, no estaba claro por qué Dincă no habría intentado deshacerse inmediatamente del cuerpo si sabía que Alexandra había llamado a la policía usando su teléfono, en lugar de elegir incinerar lentamente su cuerpo entero durante aprox. 8 horas. Además, es normal que la incineración de un cuerpo humano o de un animal entero produzca un olor notablemente desagradable y alguna cantidad de humo, pero los vecinos de Dincă dieron testimonios muy contradictorios en cuanto a si habían olido algo inusual, y ninguno de ellos vio ningún humo proveniente de la propiedad de Dincă, para confirmar si realmente se produjo una cremación.
La DIICOT ha sido criticada por investigar los casos de Alexandra y Luiza como asesinatos, en lugar de como secuestros, y por rechazar muchas de las peticiones hechas por los abogados de las familias de las víctimas que parecían pertinentes al caso, como la de realizar un experimento judicial para determinar si Dincă podría haber incinerado los cuerpos de las víctimas tal como se había descrito, o para interrogar a importantes testigos y presuntos cómplices del tráfico sexual y otras actividades delictivas de Dincă.
El tío de Alexandra, hombre de negocios y expresentador de un programa de entrevistas, Alexandru Cumpănașu, reveló que una semana después del secuestro de su sobrina, obtuvo información sobre su paradero que requería una acción inmediata de las autoridades y que envió a varios funcionarios pidiendo ayuda, en particular al presidente Klaus Iohannis, quien respondió de manera infame: "Voy a analizarlo". Hasta ahora, ninguno de los funcionarios en cuestión ha comentado públicamente el alegato de Cumpănașu, y se desconoce cómo o si actuaron en base a esta información.

## Reacción pública
El caso causó la indignación generalizada en Rumania y las noticias del asesinato y los sucesos posteriores se extendieron por toda Europa. El 27 de julio, más de 2.500 personas protestaron en Bucarest. El recién nombrado ministro del Interior, Nicolae Moga, destituyó al jefe de la policía nacional, Ioan Buda, al prefecto del condado de Olt, Petre Neacșu, y al jefe de policía del condado de Olt, Cristian Voiculescu  antes de renunciar, solo una semana después de asumir el cargo. La ministra de Educación, Ecaterina Andronescu, fue destituida por el primer ministro después de comentar que "las chicas jóvenes deberían saber que no deben subirse a coches con extraños". El caso también pone de relieve el hecho de que la insuficiencia del transporte público es un grave problema en el campo rumano, donde el autostop desempeña un papel importante en el transporte.
Lucian Gabriel Popescu, el hombre identificado erróneamente como el autor, declaró en un comunicado de prensa que sólo se reunió con Dincă una vez, mientras trabajaba en la oficina local del catastro; no lo conocía. Pidió a la prensa que no se pusiera en contacto con él, ya que él y su familia estaban muy afectados por el caso.